# Leuchtturm Dscharylhatsch
Der Leuchtturm Dscharylhatsch ist einer der wichtigsten Leuchttürme im Schwarzen Meer. Die Anlage liegt im östlichen Teil der Insel Dscharylhatsch in der Karkinitska-Bucht, Rajon Skadowsk im Oblast Cherson, Ukraine. Der inzwischen stillgelegte Leuchtturm wurde 1902 erbaut und hat den Status eines technischen Kulturdenkmals. Die Gesamthöhe dieses Turms beträgt 24,4 Meter, mit einer Leuchtweite von bis zu 14,8 sm (27,4 km). Das Metallgestell und die technische Ausstattung wurden ab 1900 in Paris hergestellt.

## Geschichte
Die Zeitung schrieb am 10. Oktober 1899: „Im September 1899 besuchte der Oberbefehlshaber der Flotte und der Häfen des Schwarzen und Asowschen Meeres, Vizeadmiral Sergej P. Tyrtow, alle Liegestellen der Karkinitska-Bucht und beschloss, einen Leuchtturm auf der Insel Dscharylhatsch zu bauen“
Im Jahr 1899 kaufte der Grundbesitzer Sergei B. Skadovsky die Insel dem Gutsbesitzer Vassal A. Romanovich ab. Im Frühjahr 1900 begann das Ministerium für maritime Angelegenheiten mit dem Bau des Leuchtturms an der Stelle, an der bereits ein Leuchtzeichen seit fast 75 Jahren betrieben wurde.
Die gesamte technische Ausrüstung und der Metallrahmen wurden in Paris hergestellt und von Skadovsky finanziert. Es gibt Informationen, dass der durchbrochene Metallrahmen des Leuchtturms und seine notwendigen Einrichtungen  von Gustave Eiffel entworfen wurden. Nach anderen Quellen wurde der Leuchtturm von einem seiner Schüler entworfen.

## Technik
Die erste Leuchtquelle bestand aus einem Kerosinbrenner (statt 15 Ölbrennern bei der früheren Anlage). Er gab einen Lichtstrahl mit einer Leistung von 150.000 Candela. Das Licht des Brenners wurde auf eine Fresnel-Linse mit einem Durchmesser von fast 1,5 Metern fokussiert. Diese Optik ist bis heute erhalten geblieben.
Im Jahr 1958 wurde am Leuchtturm eine elektrische 500-Watt-Lampe installiert, die die Sichtbarkeit auf 23 Meilen erhöhte. Die Batterie wurde von einem Dieselgenerator gespeist. Die alte Optik wurde auf dem neuen Leuchtturm montiert und das Licht wird nun von LED-Lampen mit Strom aus Solarmodulen geliefert.

## Umliegende Gebäude
Der Leuchtturm Dscharylhatsch wurde in den 1920er Jahren 200 Meter vom Ufer entfernt mit einem Komplex von Wohn- und Servicegebäuden  umbaut. Sie beherbergten ein Grenzkommando, später wohnten dort die Leuchtturmwärter, es gab eine Wetterstation. In den 1960er Jahren zerstörte ein Sturm eines der Gebäude. Später mussten die anderen abgerissen werden. Inzwischen existieren diese Gebäude nicht mehr, sie wurden vom Meer zerstört, das jedes Jahr 1–1,5 Meter vom Ufer abträgt.
Der alte Leuchtturm hat bis in die Gegenwart überlebt und war frei zu betreten. 105 Stufen führten zu seiner Aussichtsplattform, von der aus die ganze Insel, die Festlandküste der Region Cherson und sogar die Krim zu sehen war. Im September 2005 wurde der Zutritt zum Leuchtturm geschlossen, da er durch Unterspülung nicht mehr sicher ist.
Dieses Kulturdenkmal wird ständig vom Meer erodiert und verrostet auffällig. Es gibt Absichten, den alten Leuchtturm von zu retten, aber keine Finanzierung. Es besteht das Risiko des Verlustes eines der interessanten historischen Denkmals und der Visitenkarte von Skadowsk.

## Galerie

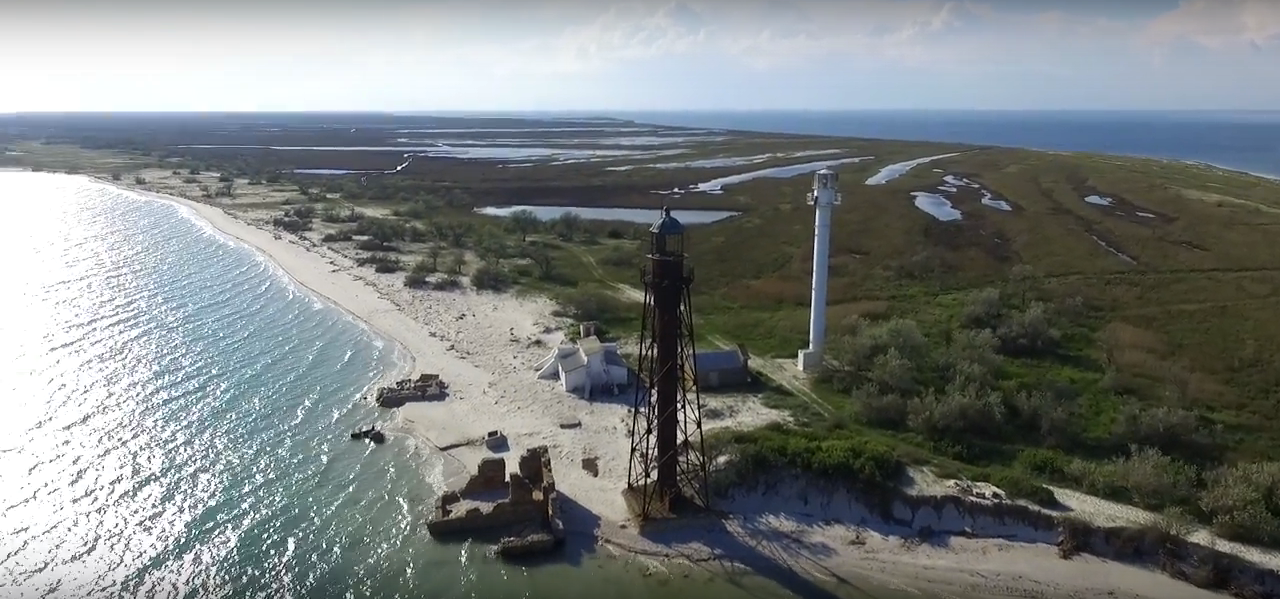
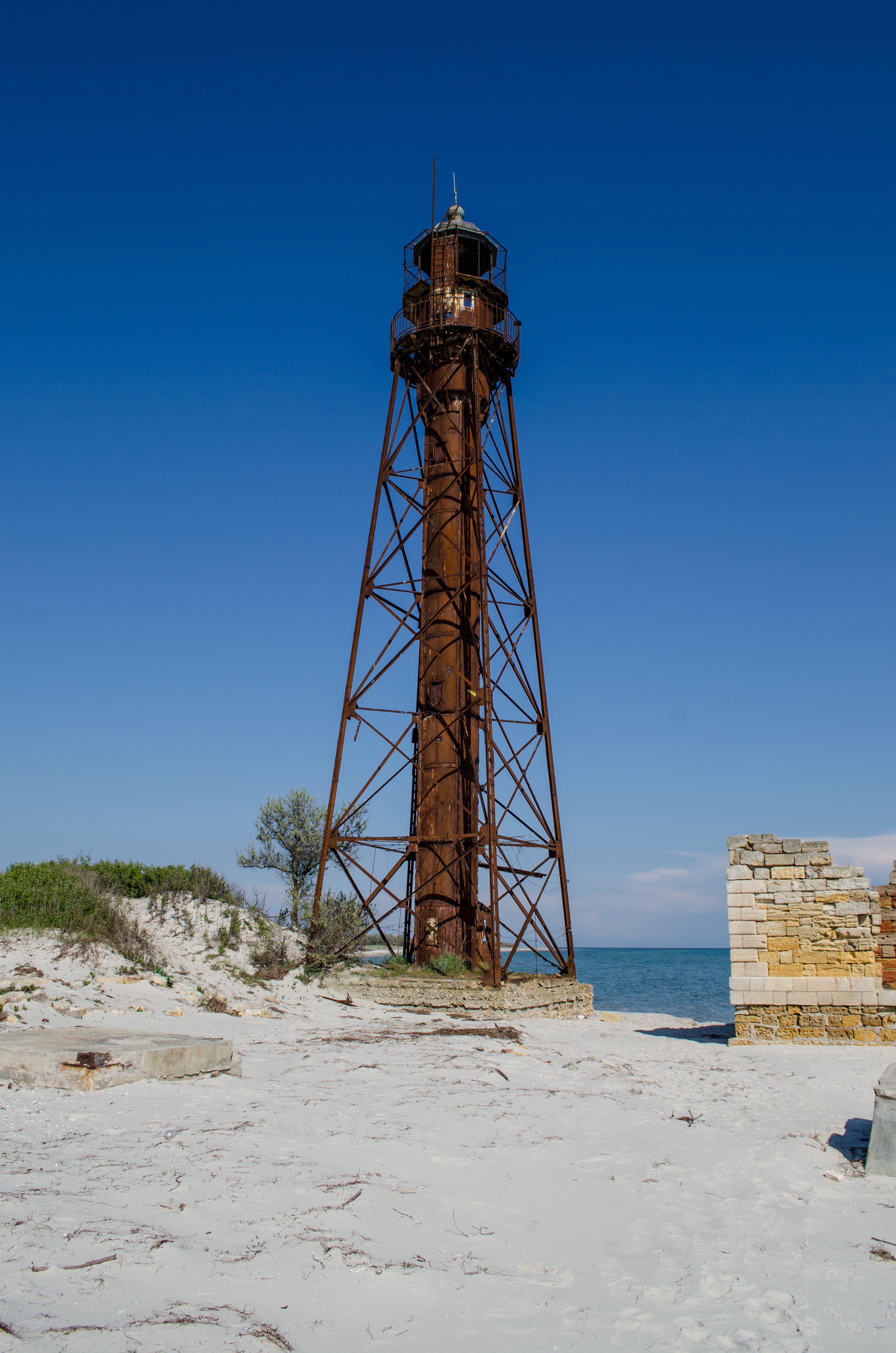
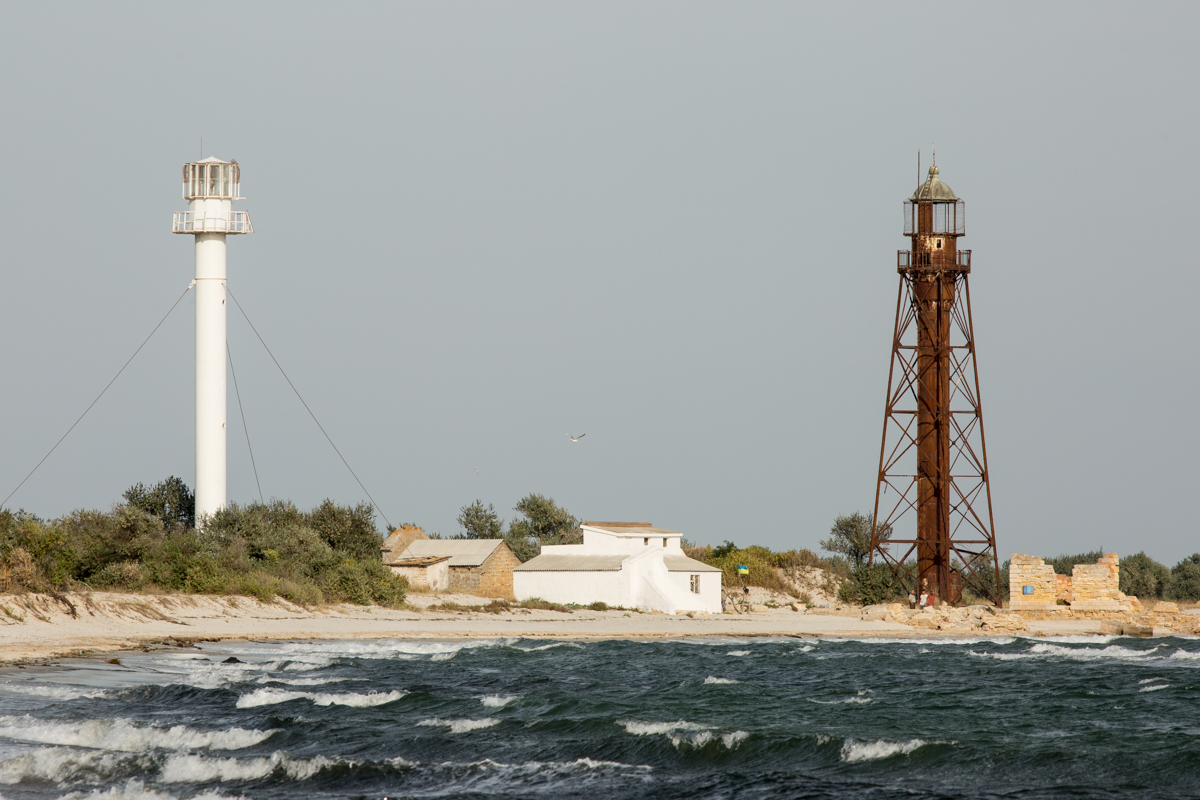
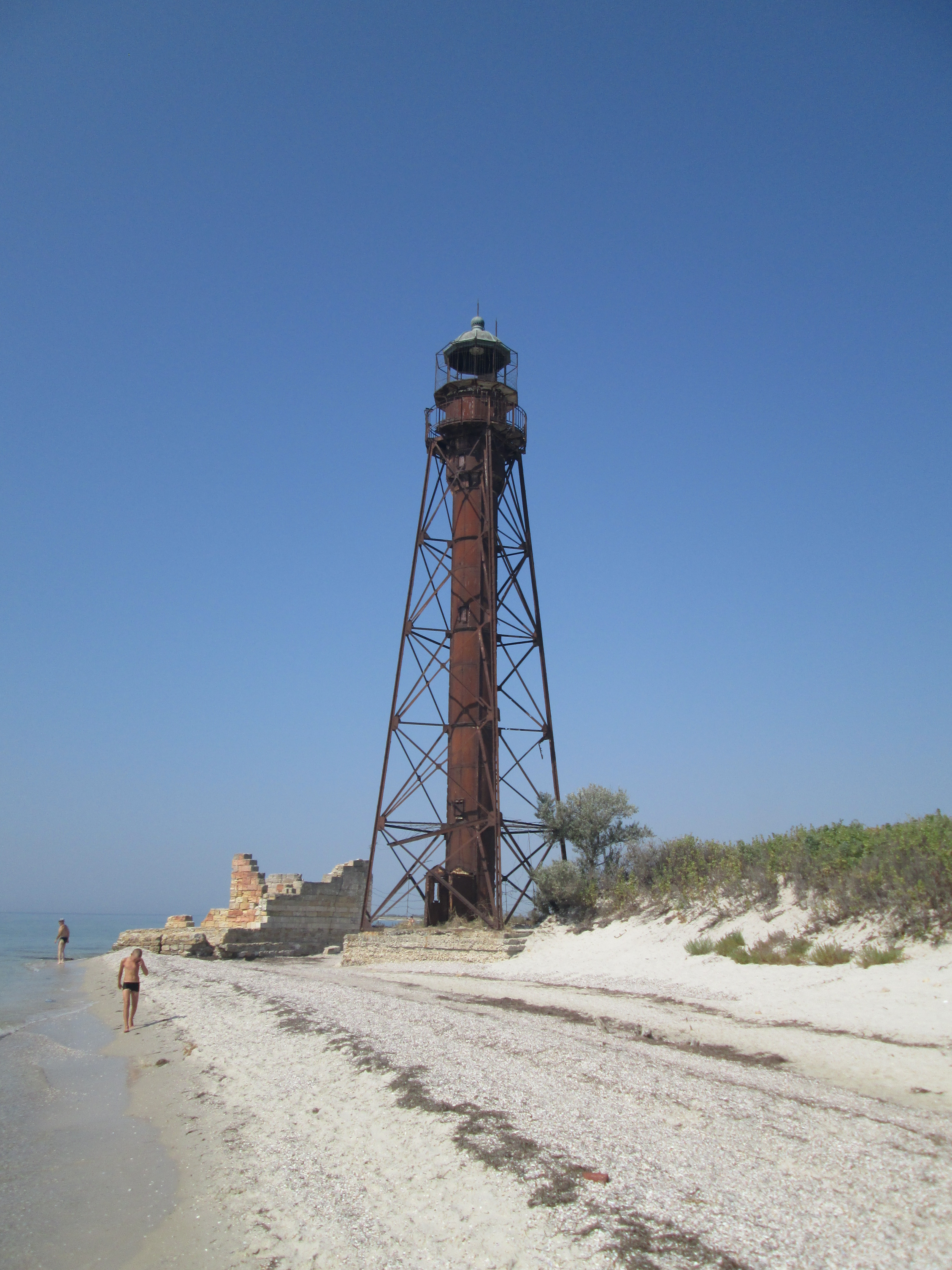

## Philatelistische Würdigung

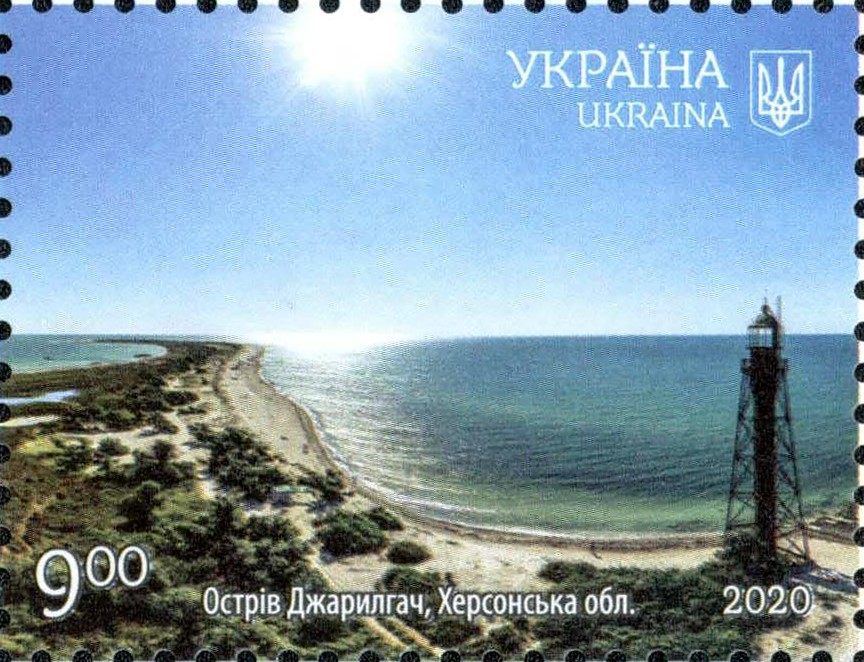

In philatelistischer Würdigung des Leuchtturms gab die Ukrainische Post mit Ausgabetag 20. August 2020 eine Briefmarke im Wert von 9.00 Hrywnja heraus. 
(Nr. 1821). Die Ausgabe erfolgte in einer Auflage von 20 Tausend Stück.